# BoA LIVE TOUR 2008 -THE FACE-
『BoA LIVE TOUR 2008 -THE FACE-』(ボア・ザ・ライブ "クリスマス")は韓国の歌手BoAのライブ・ビデオ。

## 解説
ライブ・ビデオとしては『BoA THE LIVE “X'mas”』より約半年振りの発売となる。
本ライブは6thアルバム『THE FACE』をコンセプトとしたライブ・ツアーとなり、2008年5月8日に市原市市民会館での公演ー皮切りに6月28日に行われる東京国際フォーラムでの公演までの計17公演に渡って行われた。
本作は計17公演のうち、最終公演となる東京国際フォーラムにて行われた公演の様子が収録されている。
本作の発売前の8月25日に、ライブ映像がパソコンや携帯サイト向けに先行配信がされており、ライブ・ビデオ発売前にライブ映像が先行配信がなされるのは、BoA自身初の事となる。

## 収録曲
1. LOSE YOUR MIND
2. Girl In The Mirror
3. LISTEN TO MY HEART
4. My Way,Your Way feat.WISE
5. Bad Drive
6. Style
7. Sweet Impact
8. Song With No Name 〜名前のない歌〜
9. Winter Love
10. LOVE LETTER
11. BRAVE
12. ギャップにやられた！
13. Happy Birthday
14. be with you.
15. ～OLD SKOOL MEDLEY～
Rock With You
Amazing Kiss
ID; Peace B
Shine We Are!
QUINCY
VALENTI
16. Diamond Heart
17. 抱きしめる
18. AGGRESSIVE

<ENCORE>
1. 七色の明日～brand new beat～
2. Kissing you
3. Sparkling
4. Best Friend
5. 【Bonus Contents】Premium Film -Another Face-

## 参加ミュージシャン
- BoA：Vocals & Dance

Support Member
- 守尾崇：Band Master & Manipulator
- 堀川真理夫：Bass & Synth Bass
- 山崎淳：Guitar
- 松浦基悦：Keyboards & Chorus
- 永井誠一郎：Keyboards
- 波多野哲也：Drums
- 松岡奈穂美：Chorus
- 須藤美恵子：Chorus
- YUKA：Dance
- LINA：Dance
- YUI：Dance
- MAICA：Dance
- RYO：Dance
- YWKI：Dance
- YU★KI aka D：Dance
- YOSHIKI：Dance